# San Frediano a Settimo (przystanek kolejowy)
San Frediano a Settimo (wł. Stazione di San Frediano a Settimo) – przystanek kolejowy w San Frediano a Settimo (gmina Cascina), w prowincji Piza, w regionie Toskania, we Włoszech. Znajduje się na linii Leopolda.
Według klasyfikacji RFI ma kategorią brązową.

## Linie kolejowe
- Leopolda (Florencja – Piza)[potrzebny przypis]

## Połączenia
Przystanek jest obsługiwana przez pociągi regionalne Trenitalia na podstawie umowy o świadczenie usług z regionu Toskania.